# Людовик III Слепой
Людовик III Слепой (фр. Louis III l'Aveugle, итал. Ludovico III il Cieco; около 880 — 28 июня 928, Арль) — король Прованса и Нижней Бургундии с 887 года, король Италии в 900—905 годах, император Запада в 901—905 годах.

## Биография
Людовик III — сын короля Нижней Бургундии Бозона Вьеннского и Ирменгарды, дочери императора Людовика II. Был дважды женат: на Аделаиде Бургундской и Анне Константинопльской.
В 900 году крупные феодалы призвали Людовика в Италию, где 12 октября короновали его как короля Ломбардии, а 22 февраля 901 года папа Бенедикт IV увенчал его в Риме императорской короной. Однако власть Людовика над Италией оспаривал Беренгар I, также являвшийся королём Италии, который вынудил его покинуть страну.
Вернувшись в 904 году, Людовик овладел Ломбардией, однако 21 июля 905 года Беренгар I взял его в плен в Вероне, ослепил и выслал в Прованс, где он и оставался до конца жизни. Людовик умер в Арле в нищете.